# Гугель, Егор Осипович
Гугель, Егор Осипович (1804, Хильдбургхаузен, герцогство Саксен-Гильдбурггаузен — 4 июня (16 июня) 1841, Санкт-Петербург) — выдающийся российский педагог, основоположник российской системы дошкольного воспитания, инспектор классов при Гатчинском Воспитательном доме в 1830—1842 гг, основатель и смотритель Школы для малолетних детей при нём.

## Биография
Родился в семье камер-музыканта немецкого происхождения, Иосифа Франца Гугеля (1774—1848). Переехал в Санкт-Петербург в пятилетнем возрасте вместе с семьёй. В июле 1814 года был принят во 2-й класс Петришуле и проучился в ней до октября 1819 года.
В ноябре 1824 г. поступил преподавателем немецкого языка в Главное инженерное училище.

С 1826 по 1830 г. работал учителем, гувернёром, инспектором классов в частном пансионе реформатского пастора фон Муральта.

1 сентября 1830 г. назначен инспектором классов в Гатчинском Воспитательном доме.

В 1831 г. женился, в 1833 принял российское подданство (до тех пор числился в саксонском).

11 февраля 1837 г. утверждён смотрителем Школы малолетних детей.

В феврале 1841 г. уволен в отпуск для излечения душевной болезни и через полгода скончался.

## Педагогическая деятельность и влияние на развитие российского образования
Профессиональным наставником Е. О. Гугеля стал Йоханнес фон Муральт — непосредственный ученик И. Г. Песталоцци. Гугель стал его ближайшим помощником. Так «из рук в руки» в Россию были перенесены традиции педагогики Песталоцци, а воплощение на русской почве идей и методов «элементарного образования», сформулированных И. Г. Песталоцци, было стержнем профессиональной деятельности Гугеля.

### Методические разработки и перемены в Гатчинском воспитательном доме
Учительскую деятельность Гугель начал в качестве преподавателя иностранных языков. Одной из первых тем его методических разработок была сравнительная грамматика живых языков. Но уже к 1830-м годам Гугель превратился в ведущего методиста-словесника и в области преподавания русского языка. При этом надо учесть, что создаваемые им учебные книги и пособия не были результатом долгих усилий — так как возникали вследствие крайней необходимости в методических руководствах для учителей воспитательных домов Гатчины и Санкт-Петербурга.
Вступив в должность в Гатчинском Воспитательном доме, Гугель энергично преобразовывал низшие классы, меняя в обучении грамоте существовавшую там ланкастерскую систему обучения на совершенствуемые им и адаптируемые к русским обстоятельствам методы И. Г. Песталоцци, Жана Жакото и Жан-Батиста Жирара.
Важнейшие стороны развиваемых тогда Гугелем подходов к начальному образованию были в дальнейшем забыты в России, но во многом окажутся созвучными системным педагогическим разработкам конца XX века — подходам Е. Е. Шулешко, А. М. Кушнира, А. М. Лобка.

### «Педагогический журнал»
В 1833 г. вместе с коллегами-учителями Гатчинского и Санкт-Петербургского воспитательных домов организовал «Педагогический журнал» — второе в России (после «Журнала Министерства народного просвещения») регулярное педагогическое издание и первое, созданное на общественных началах. Соучредителями его наряду с Гугелем были А. Г. Ободовский и П. С. Гурьев, выдающийся методист в области преподавания математики.

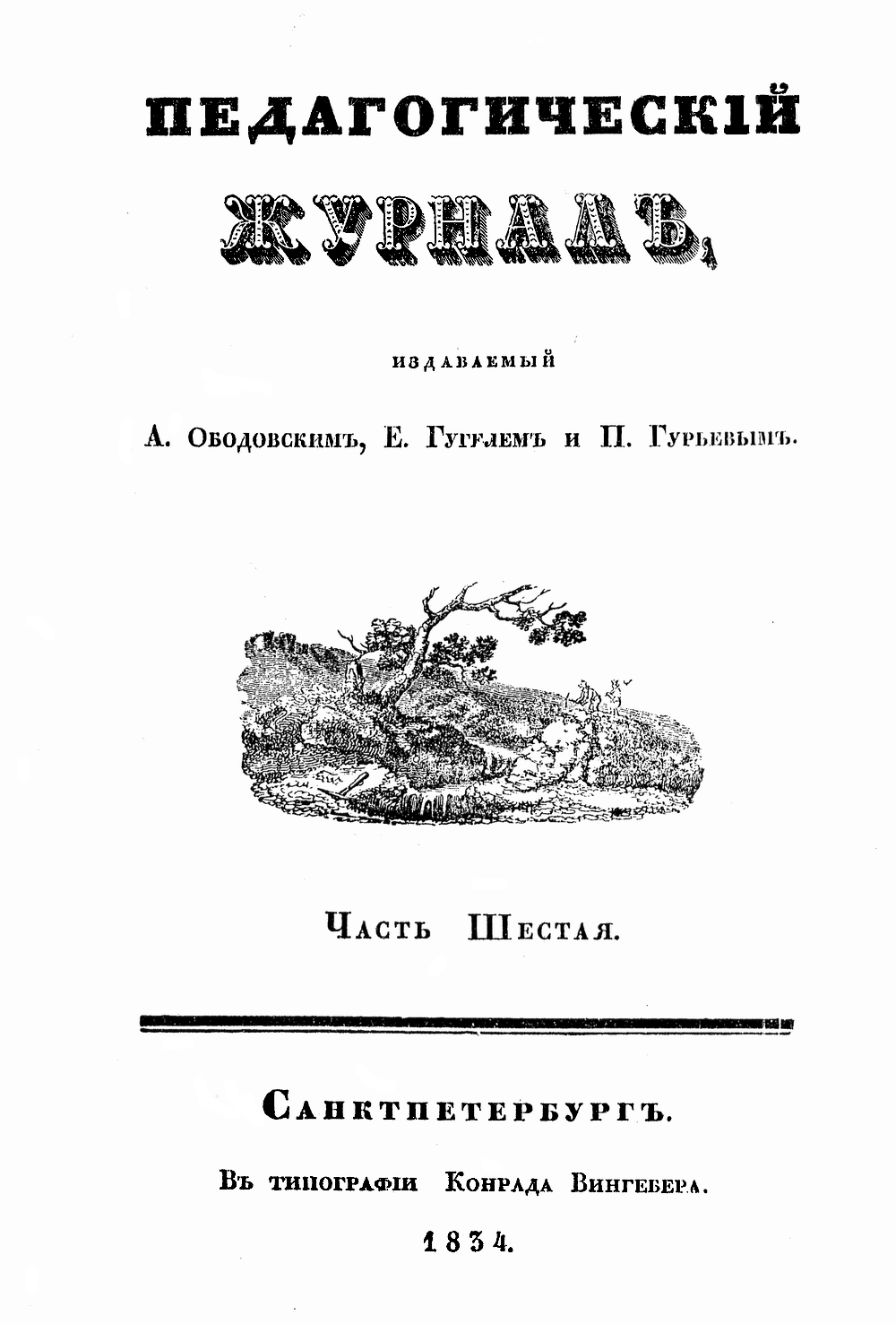
Обложка шестого выпуска «Педагогического журнала» за 1834 г.

### Начало российской дошкольной педагогики
Гугель может по праву считаться и идейным, и практическим создателем российской дошкольной педагогики: и первым её русским теоретиком, и создателем первого дошкольного образовательного учреждения.

До создания своей школы для малолетних детей он изучал известия об опытах воспитательных заведений для детей от 2 до 7 лет в Англии, Германии, Швейцарии, Нидерландах и Франции. Обзорный очерк современных Гугелю опытов представлен в его статье «О школах для малолетних детей» в «Педагогическом журнале» — это первая большая статья о дошкольном воспитании на русском языке.
Ключевые идеи общественного дошкольного воспитания были сформулированы И. Г. Песталоцци, но практические поиски оптимальных организационных моделей продолжались в разных странах и в 1820, и в 1830-е, и в1840-е годы. (Лишь позднее наиболее убедительным итогом общих поисков станет детский сад Фредерика Фребеля. Первый фребелевский детский сад был открыт в Санкт-Петербурге в 1863 г. Софьей Люгебиль).
«Это суть заведения, куда принимаются дети от двух до шести лет, которых, разумеется, нельзя ещё допускать в школы, собственно так называемые. Дети, находясь там под присмотром опытного учителя, играючи, научаются весьма многому; но, что важнее всего, получают нравственное направление. Разумеется, что характер таковых заведений, по нежному возрасту детей, отнюдь не допускает какого-либо строгого преподавания. Невинные забавы, приучение к порядку и доброму поведению, суть главная цель. Все предметы преподавания служат только средствами к приличному занятию детей. Таковые заведения особенно назначаются для детей неимущих родителей», — так характеризовал Гугель образ дошкольного воспитания, на который ориентировался при создании в 1833 году Школы для малолетних детей при Гатчинском воспитательном доме.
Для школы был нанят маленький домик в Гатчинском парке возле Воспитательного дома. Туда на весь день приводили 10 мальчиков-сирот от трёх до шести лет (живущих на попечении гатчинских обывателей).

«Главная цель учреждения этой миниатюрной школы была та, чтобы детей, совершенно чуждых родства, сдружить сколько возможно ранее с семейной жизнью и дать правильное направление развитию их способностей, как наука о воспитании позволяла. Дети проводили большую часть дня в школе под надзором приглашённого для того особого наставника и жены его, заведовавшей маленьким школьным хозяйством. <…> Дети маленькой школы, до того времени дикие, неповоротливые и неопрятные, быстро стали изменяться: они с радостью начали посещать школу, с горем и плачем возвращались домой, где ими вовсе не занимались» — так характеризовал «малолетнюю школу» друг и соратник Гугеля П. С. Гурьев.
Начинание имело полный успех. В январе 1837 г. Николаем I был утверждён представленный Гугелем проект малолетней школы уже на 100 воспитанников.
Этот «Проект об улучшении первоначального воспитания питомцев Гатчинского Воспитательного дома» можно считать первым отечественным нормативным документом в сфере дошкольного воспитания.
В малолетнюю школу было набрано уже 50 детей, вскоре их численность достигла 100.
После кончины Гугеля школа для малолетних детей претерпела многочисленные перемены, исказившие её характер (сначала возраст воспитанников распространили до 10 лет, потом предписано было вместо «несчастнорождённых детей принимать в заведение только сирот военных обер-офицеров и гражданской службы чиновников»). Несмотря на это, К. Д. Ушинский, заставший «малолетнюю школу» через пятнадцать лет после смерти Гугеля, отзывался о ней как о «прекрасном учреждении, основанном на здоровых началах».
Опыт гатчинской школы для малолетних детей послужил образцом для детских приютов, которые позднее организовывал В. Ф. Одоевский, а многие используемые там методы — для разработанных им наставлений и рекомендаций.

### Е. О. Гугель и В. Ф. Одоевский
Владимир Фёдорович Одоевский — центральная фигура русской педагогики 1840-х годов, правитель дел Комитета главного попечительства о детских приютах, организатор масштабных педагогических начинаний разного плана и автор обширного собрания общепедагогической и методической литературы. Его работы определяли картину русской педагогической мысли вплоть до книг и статей К. Д. Ушинского.

В. Ф. Одоевский считал себя непосредственным продолжателем педагогических идей и дел Гугеля. В его статьях ссылки на дела и работы Гугеля встречаются многократно.

### Книжные шкафы Е. О. Гугеля и К. Д. Ушинский
В 1854 году на должность смотрителя классов в Гатчинский Сиротский институт поступил К. Д. Ушинский. Ушинский вспоминал, что очень многим обязан тем двум шкафам с педагогическими книгами, которые он обнаружил запечатанными, и которые, как оказалось, принадлежали ранее занимавшему ту же должность Гугелю.

## Цитаты
«Учителя с низшими взглядами полагают, что вся задача здесь состоит в том, чтобы ученик научился читать: им всё равно, каким образом ученики их дойдут до сего великого искусства. Они на опыте удостоверились, что общепринятый до сих пор способ доводит до вышеозначенной цели, и так они спокойно продолжают действовать по-прежнему. Другой даже с самохвальством, показывая на ряд учеников своих, которых он обучил чтению, спросит вас: „Разве они не выучились читать? — Чего ж вам более?“.

Нет, М. Г., этого не довольно <…> Чрезвычайно важно различать: учимся ли мы только для того, чтобы знать что-либо; или смотрим ли мы на учение как на средство к нашему образованию и к созиданию нас способными к действованию. Первая точка зрения приличествует низшим, а последняя высшим взглядам в преподавании. От собственной воли каждого учителя конечно зависит, каким из сих взглядов на предмет он даёт преимущество; думаем только, что предпочитающий первые, унижает почтенное звание учителя, смотря на оное как на ремесло. <…>

Употребляя знание, как средство к образованию, мы не только сообщаем воспитаннику познания, но и возделываем в нём все способности человеческие. Кто не видит здесь тотчас преимущества высших взглядов пред низшими? Учитель первого разряда, употребляя к тому не более времени, а иногда даже менее, нежели поклонники низших взглядов, вдруг достигает цели своей, выполняя при сём все возможные требования. 

Не говоря о том, что ученики в таком случае гораздо легче, и лучше вникают в предмет, — ибо память только удерживает, ум один понимает — проистекает из сего та выгода, что молодые люди, коих в сём смысле руководствовали в юности, в зрелом возрасте сами будут судить о предметах, не полагаясь совершенно слепо на какой-либо авторитет».
— Из статьи «О высших и низших взглядах в преподавании», Педагогический журнал, 1834, часть 5

«Но много ли у нас последователей Песталоцци? Сколько последователей методы Жакото? Дабы доказать младенчество нашей Педагогии, стоит только припомнить, что у нас выдают за лучшее то, чему уже давним давно отпразднована последняя тризна в чужих краях. Если наши авторы могут так поступать, то к чему же иному отнести это, как не к тому, что в воспитании и преподавании до сих пор действуют у нас только ощупью?

<…> Кто вам сказал, Гг., что трудно научиться читать? В Гатчине была заведёна нами в малом виде школа для детей от трёх до пятилетнего возраста, детей сирых, кои до сего времени были содержимы в самом грубом невежестве, и эти самые дети, после шестимесячного, прибавим, неправильного посещения школы, читали уже очень порядочно, не занимаясь отдельно азбукою, не учив вовсе: арбуз, барабан, волан и пр. Подумайте сами, если вы, показав ребёнку на изображение, скажете ему: это барабан, разве он научится знать букву Б? Ничего не бывало. При всяком взгляде на букву Б, ему тотчас представится в памяти рисунок барабана. Что за странное смешение. Это то же самое, что известный анекдот с одними богатыми родителями, которые, заметив тупые способности в своём детище, вздумали представить к нему столько слуг, сколько букв в азбуке, и каждому слуге дали название одной из букв. По истечении долгого времени, ребёнок выучил названия всех своих слуг, но, несмотря на то, для него столь же было трудно научиться читать, как и прежде. Придёт ли время, что откинут все эти буквари и азбуки в фигурах!..»
— Из статьи «Литература педагогии», Педагогический журнал, 1834, часть 4

«Если в некотором смысле должно допустить, что человек уже в совершенных летах воспитывается во всю жизнь обстоятельствами, случаями, окружающими его людьми и предметами, то нельзя не сказать того утвердительно о дитяти, об отроке и юноше. Особливо в первых летах дети легко присваивают каждый образ выражения мыслей, каждый обычай, каждую привычку других; в сём возрасте хорошее и худое равно легко действует на мягкую душу и оставляет неизгладимые впечатления. 

Первое воспитание есть самое важное, ибо оно даёт основные черты всему нравственному характеру будущего гражданина, а посему должно стараться направить детей уже с самого начала на путь истины, предохраняя их от разврата в первых летах возраста. Выгода, могущая от сего произойти для дальнейшего воспитания, не может быть исчислена; но результаты сии столь отдалённы, что до сих пор, как в семейственном, так и в общественном быту, кажется, слишком мало заботятся о первом воспитании. Но таков ход человеческих дел: только мало помалу мы доходим до истины, только постепенно может усовершенствоваться всякое человеческое начинание…»
— Из предисловия к «Проекту об улучшении первоначального воспитания питомцев Гатчинского Воспитательного Дома…»

## Высказывания о Гугеле
«О Гугеле нельзя судить вполне по изданным им книгам, хотя они всё-таки лучшие, если не единственные, действительно педагогические книги в нашей литературе. Надобно было видеть его в кругу детей, надобно было видеть детей вокруг него, оживлённых его речью; казалось, с каждым ребёнком он употреблял особый приём разговора; с каждым он говорил языком, ему вполне понятным. Как глубоко он знал все сокровеннейшие изгибы детского ума, с каким материнским сочувствием он выводил на свет мысли или понятия, запавшие в тайнике души младенческой, за минуту ей самой неизвестные; казалось даже, что он обладал даром, которым ещё не мог похвалиться ни один педагог, — даром предугадывать ответ ребёнка. Здесь любовь и наука достигали степени истинного вдохновения; лишь высокая душа могла так глубоко понимать младенческую душу. Педагогия была жизнью Гугеля, элементарное преподавание так сроднилось с его душой, что его истинно гениальные разговоры с детьми казались ему делом весьма обыкновенным, доступным для всякого; ему казалось, что если он набросает на бумагу несколько приёмов, то всякий учитель поймёт, в чём дело. В том была единственная ошибка Гугеля: он не привязал к бумаге своей заветной тайны, и она похоронилась с ним… Да будет мой смиренный труд свидетельством, что несколько слов, которыми мы обменялись в этой жизни, не пропали даром, — лучшей награды я не желаю…»
— В.Ф.Одоевский, Отечественные записки, 1845, №12

«Наделённый с избытком силою воли и предприимчивым характером, он отличался в особенности тою способностью, которая так нужна в деле воспитания, хотя и редко встречается в педагогах: это умение читать в детской душе и предугадывать её лёгкие, едва заметные проявления. <…> Не столько Петропавловской школе, сколько Муральдту и собственной деятельности он обязан был своим образованием: скудные сведения, которые тогда приобретались повсюду, даже и в университете, не могли довольствовать этой жаждавшей познания души; он скоро понял всю бедность таких познаний и, как сам неоднократно говорил, в пансионе Муральдта принялся за совершенное своё преобразование, начав с элементарных познаний.
Метода англичанина Гамильтона, состоящая в изучении иностранного языка по надстрочным переводам, при беспрестанном сравнении обоих текстов, с которою он прежде всего познакомился и которая относится к методе Жакото, как часть к целому или вид к роду, пособила ему приобрести достаточные сведения в иностранных языках, в особенности в английском. Обширное чтение, начатое ещё в пансионе Муральдта и направляемое этим просвещённым мужем, и потом постоянно продолжаемое в Гатчине, на которое он посвящал каждый досужий час, довершило его образование. Он имел библиотеку хотя небольшую, но составленную из лучших сочинений, как по педагогике, так и по наукам, с нею соприкосновенным.
Достойно было удивления, с какою лёгкостью и быстротою выучился он русскому языку. В первое время пребывания его в Гатчине он говорил и писал по-русски очень ошибочно; но не более как через год совладал и с трудным для иностранца русским произношением и с русскою фразеологией. Будучи по преимуществу автодидактом, он так изучил грамматики языков немецкого, латинского, русского и французского, беспрестанно сравнивая их между собою, что мог служить образцовым преподавателем иностранных языков, каким и был на самом деле. Ученики его всегда делали замечательные успехи».
— П.С.Гурьев, Русский педагогический вестник, 1859

«Это было в первый раз, что я видел собрание педагогических книг в русском учебном заведении. Этим двум шкафам я обязан в жизни очень, очень многим, и — Боже мой! — от скольких бы грубых ошибок был избавлен я, если бы познакомился с этими двумя шкафами прежде, чем вступил на педагогическое поприще! Человек, заведший эту библиотеку, был необыкновенный у нас человек. Это едва ли не первый наш педагог, который взглянул серьёзно на дело воспитания и увлёкся им. Но горько же и поплатился он за это увлечение. Покровительствуемый счастливыми обстоятельствами, он мог несколько лет проводить свои идеи в исполнение; но вдруг обстоятельства изменились, — и бедняк-мечтатель окончил свою жизнь в сумасшедшем доме, бредя детьми, школой, педагогическими идеями. Недаром же после него закрыли и запечатали его опасное наследство. Разбирая эти книги, исписанные по краям одною и тою же мёртвою рукою, я думал: лучше было бы, если бы он жил в настоящее время, когда уже научились лучше ценить педагогов и педагогические идеи».
— К.Д.Ушинский (Цитируется по книге: А.Фролков. Константин Дмитриевич Ушинский, его жизнь и педагогическая деятельность. Биографический очерк. СПб, 1893)

## Сочинения Е. О. Гугеля
Чтения для умственного развития малолетних детей и обогащения их познаниями (СПб., 1832).

Метода Жакото. Отечественный язык. 

Книга для постепенных переводов с русского языка на немецкий.

Статьи в «Педагогическом журнале», 1833—1834 гг.

Проект об улучшении первоначального воспитания питомцев Гатчинского Воспитательного дома.

## Статьи о Е. О. Гугеле и книги с цитированием его работ
- Гурьев П. С. Воспоминания о Гугеле // Рус. пед. вестник, 1859, № 3-4.
- Одоевский В. Ф. Опыт о педагогических способах при первоначальном образовании детей // Отеч.зап. 1845, № 12.
- Детский сад до детского сада. Егор Гугель. — СПб., 2004 г. ISBN 5-98368-001-3
- Детский сад. Дебют в России. Книга о том, кем, каким образом и на каких основах было создано российское дошкольное образование. — СПб., 2011. ISBN 978-5-904346-29-4